# Cloonshanville Bog SAC
Cloonshanville Bog SAC este o arie protejată (arie specială de conservare — SAC, sit de importanță comunitară — SCI) din Irlanda întinsă pe o suprafață de 225,81 ha, integral pe uscat.

## Localizare
Centrul sitului Cloonshanville Bog SAC este situat la coordonatele 53°52′24″N 8°22′42″W / 53.873216°N 8.378289°V.

## Înființare
Situl Cloonshanville Bog SAC a fost declarat sit de importanță comunitară în decembrie 1997 pentru a proteja 1 specie de animale. Situl a fost protejat și ca arie specială de conservare în mai 2017.

## Biodiversitate
Situată în ecoregiunea atlantică, aria protejată conține 4 habitate naturale: Turbării active, Mlaștini oligotrofe degradate, capabile încă de regenerare naturală, Depresiuni pe substraturi de turbă de Rhynchosporion, Mlaștini împădurite.
La baza desemnării sitului se află o specie protejată de  păsări: becațină comună (Gallinago gallinago).
Pe lângă speciile protejate, pe teritoriul sitului au mai fost identificate 1 specie de plante, 1 specie de nevertebrate.